# Seltenbächle (Wiese)
Das Seltenbächle ist ein knapp 850 m langer Bach des Südschwarzwaldes im baden-württembergischen Landkreis Lörrach. Er entspringt in Todtnau, etwa 900 Meter westlich des Gipfels des Silberbergs an dessen Westhang und mündet im Todtnauer Stadtteil Brandenberg in die Wiese.

## Geographie

### Verlauf
Das Seltenbächle entspringt auf etwa 1022 m ü. NHN im Walddistrikt Silberberg am Westhang des Silberbergs etwa 900 Meter westlich des Gipfels. Auf den ersten rund 200 Metern liegt sein Lauf in Waldgebiet, ehe es in offener Wiesenaue durch die Gewanne Waldschweine und Obermatt sein schwach ausgeprägtes Tal in nordwestlicher Richtung hinab fließt. Im Todtnauer Stadtteil Brandenberg unterquert es dann die Bundesstraße 317, nach weiteren rund 50 Metern mündet es dann von links und Südosten auf etwa 777 m ü. NHN in die Wiese.
Der knapp 850 m lange Lauf des Seltenbächles endet knapp 250 Höhenmeter unterhalb seiner Quelle, er hat somit ein mittleres Sohlgefälle von etwa 29 %.

### Einzugsgebiet
Das naturräumlich zum Südschwarzwald gehörende Einzugsgebiet ist rund 40 ha groß und liegt vollständig im Gemeindegebiet der Stadt Todtnau. Der höchste Punkt des Einzugsgebiets liegt im Südosten am Westhang des Silberbergs auf etwa 1300 m ü. NHN. 
Die Einzugsgebiete der folgenden Nachbargewässer grenzen an:
- Im Norden und Nordosten konkurrieren zwei namenlose Hangwaldzuflüsse, die direkt oberhalb in die Wiese münden;
- im Osten grenzt das Einzugsgebiet des Tiefkängelbachs an, der sich oberhalb der beiden namenlosen Zuflüsse in die Wiese ergießt;
- im Süden liegt das Einzugsgebiet des Mollenbachs, mit seinem Nebenlauf Kernerloch, der direkt unterhalb des Seltenbächles in die Wiese fließt.

### Zuflüsse
Auf der amtlichen Gewässerkarte sind keine Zuflüsse verzeichnet. 

### Flusssystem Wiese
- Fließgewässer im Flusssystem Wiese

## Hinweis
Im Stadtgebiet von Todtnau gibt es knapp drei Kilometer südwestlich einen Bach mit dem Namen Seltenbach der in Todtnau ebenfalls von links in die Wiese mündet.